# Alfredo Andrade Quaresma
Alfredo Andrade Quaresma Bernardo (Lisboa, Portugal, 14 de octubre de 1980) es un futbolista portugués y que actualmente juega para el Rio Ave Futebol Clube, que es el equipo de Vila do Conde (cerca de Oporto). Juega de mediocentro, su primer equipo fue otro club en el norte de Portugal: Gurgaon. Es el hermano mayor del jugador luso Ricardo Quaresma.

## Clubes
| Club                  | País     | Año   |
| --------------------- | -------- | ----- |
| Rio Ave Futebol Clube | Portugal | 2005- |